# فلوت پیکولو
فلوت پیکولو (به ایتالیایی: flauto piccolo) سازی بادی در موسیقی و از خانوادهٔ سازهای بادی چوبی است که اندازه‌ای نسبتاً کوچک و صدایی بسیار ریز دارد. این ساز امروزه در ارکستر نقشی تلفیقی دارد و به همراه سازهای بادی برنجی به کار می‌رود.

## ویژگی
- با اینکه این ساز جز سازهای بادی چوبی است اما امروزه ان را با جنس طلا می‌سازند.
- این ساز کوچکترین ساز خانوادهٔ بادی‌های چوبی و ارکستر می‌باشد و طول این ساز نصف فلوت است.
- فلوت پیکولو دارای زیرترین گستره صوتی در بادی چوبی‌ها و ارکستر (دورهٔ رمانتیک به بعد) می‌باشد.
- نت این ساز را با کلید سل می‌نویسند و یک اکتاو بالاتر از نت نوشته شده صدا می‌دهد.
- پیکولو دارای صدایی تیز و سوت وار است.

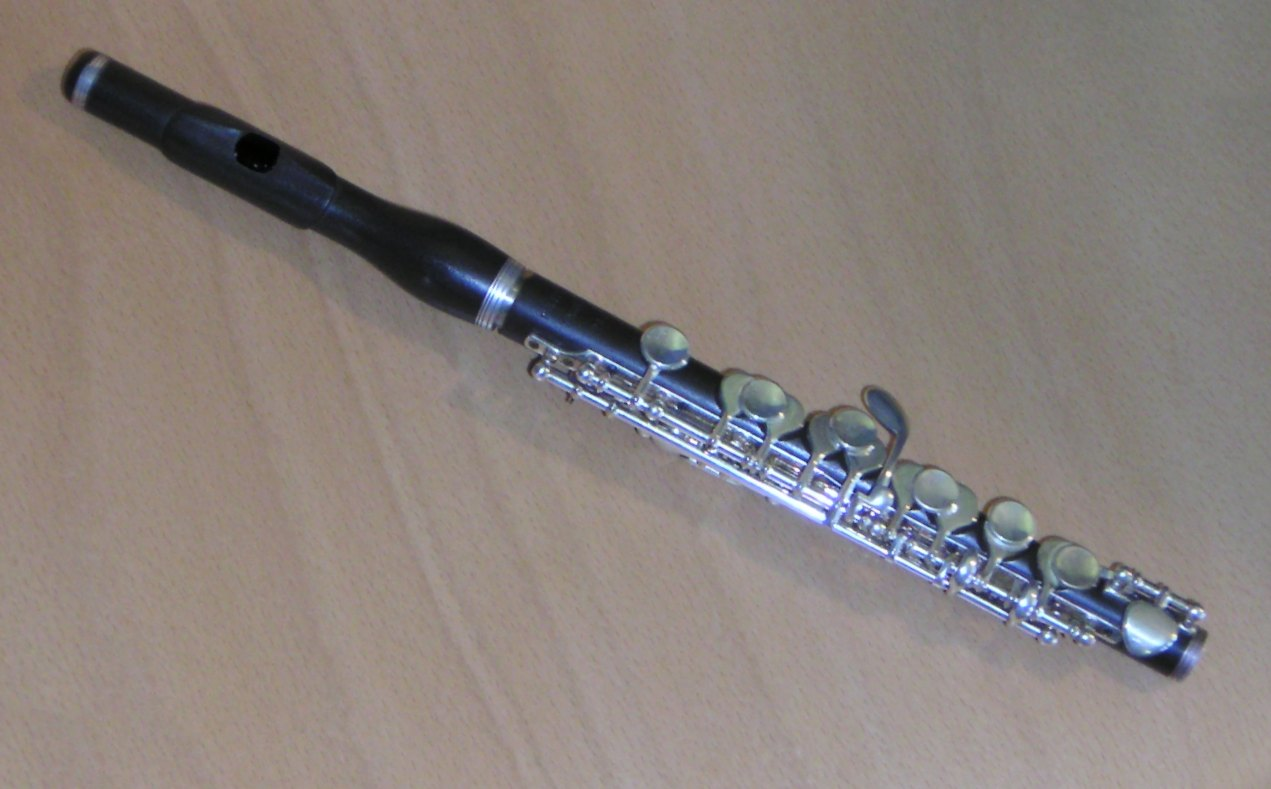
فلوت پیکولو چوبی

## تاریخچه
این نوع از فلوت در اوایل سده ۱۷ به ارکستر معرفی شد. اولین آهنگ‌هایی که در آن از پیکولو هم استفاده شده‌است، مربوط به سال ۱۷۱۱ و اپرای «رینالدو» از فریدریش هندل است.
لودویگ وان بتهوون از جمله آهنگسازی بود که از پیکولو در سمفونیهایش (پنجم، ششم و نهم) استفاده کرد و برای این ساز قطعاتی جداگانه نوشت.